# Saturne (chapeau)

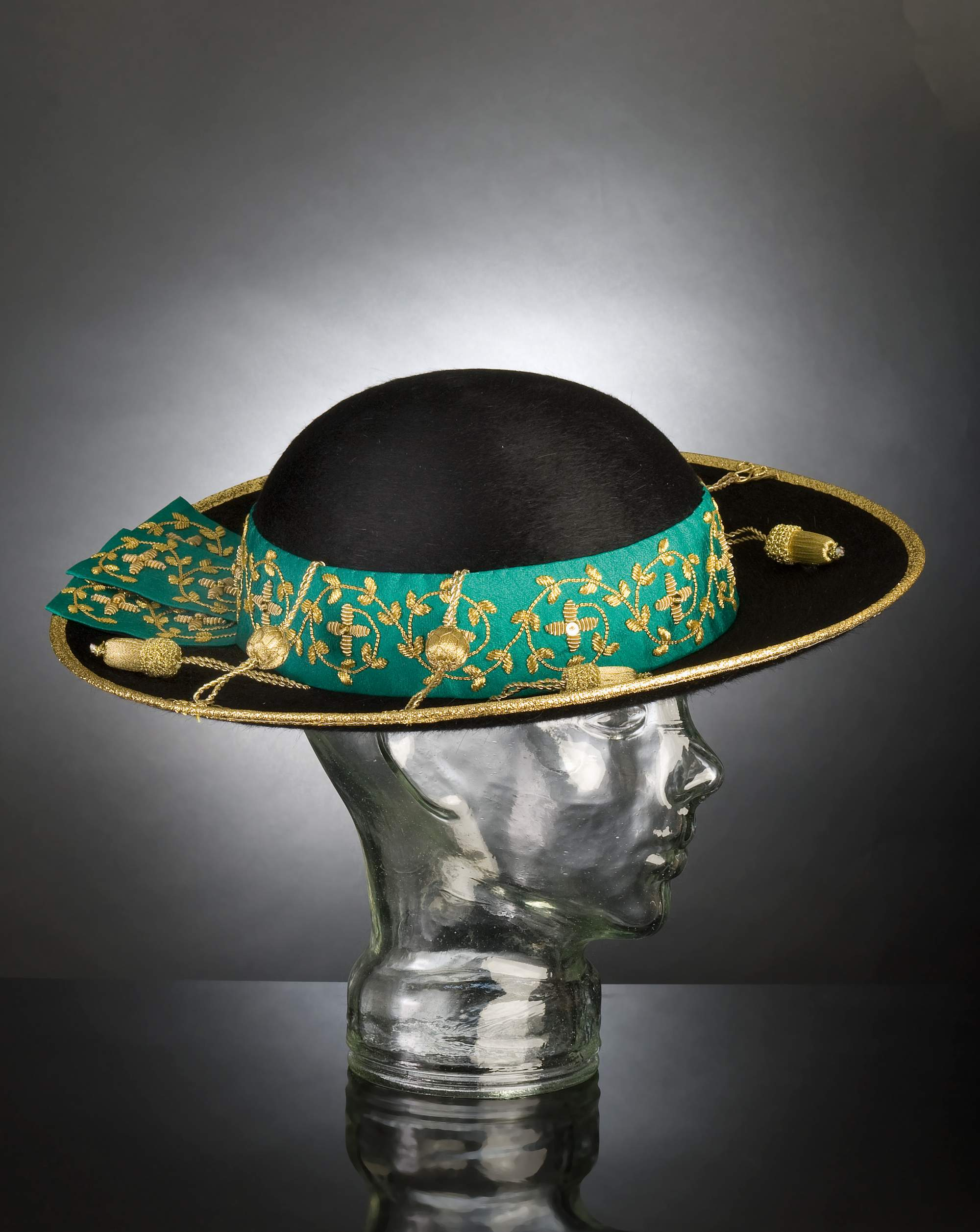
Saturne, ayant appartenu à un archevêque (Collection Philippi).

Le saturne ou chapeau romain est un chapeau à glands, à large bord et arrondi au sommet. Il est constitué de fourrure de castor ou de feutre et doublé de soie blanche à l'intérieur.

Il est porté dans de nombreux pays, traditionnellement en été, par certains membres du clergé catholique.

## Caractéristiques
Le cappello romano est communément appelé saturne, parce que sa forme rappelle la planète éponyme.
Contrairement au galero, qui est plus grand, le saturne ne sert pas lors de cérémonies liturgiques, en effet, son utilisation est avant tout pratique. 
Du XVIIe siècle jusqu'aux années 1970, ce chapeau fut très populaire auprès des hommes d'Église d'Italie et d'autres pays majoritairement catholiques. Il se porte rarement depuis le renoncement à la soutane comme vêtement ecclésiastique courant. 
La conception des saturnes admet des distinctions de rang :
- le saturne des prêtres ainsi que des diacres et des séminaristes est noir à cordons noirs lisses ;
- celui des évêques, archevêques et patriarches est également noir, orné de ruban vert et de cordons dorés ;
- les protonotaires apostoliques, aumôniers de Sa Sainteté, vicaires généraux, et autres prélats le portent noir avec dentelle et glands violets ;
- les cardinaux peuvent porter le saturne noir à ruban rouge et pompons dorés ; ils avaient autrefois le droit de porter le saturne rouge, ce privilège fut retiré par le pape Paul VI ;
- le pape porte le saturne rouge à cordes d'or[1]. Jean XXIII a également porté un saturne identique au saturne papal traditionnel, de couleur blanche.

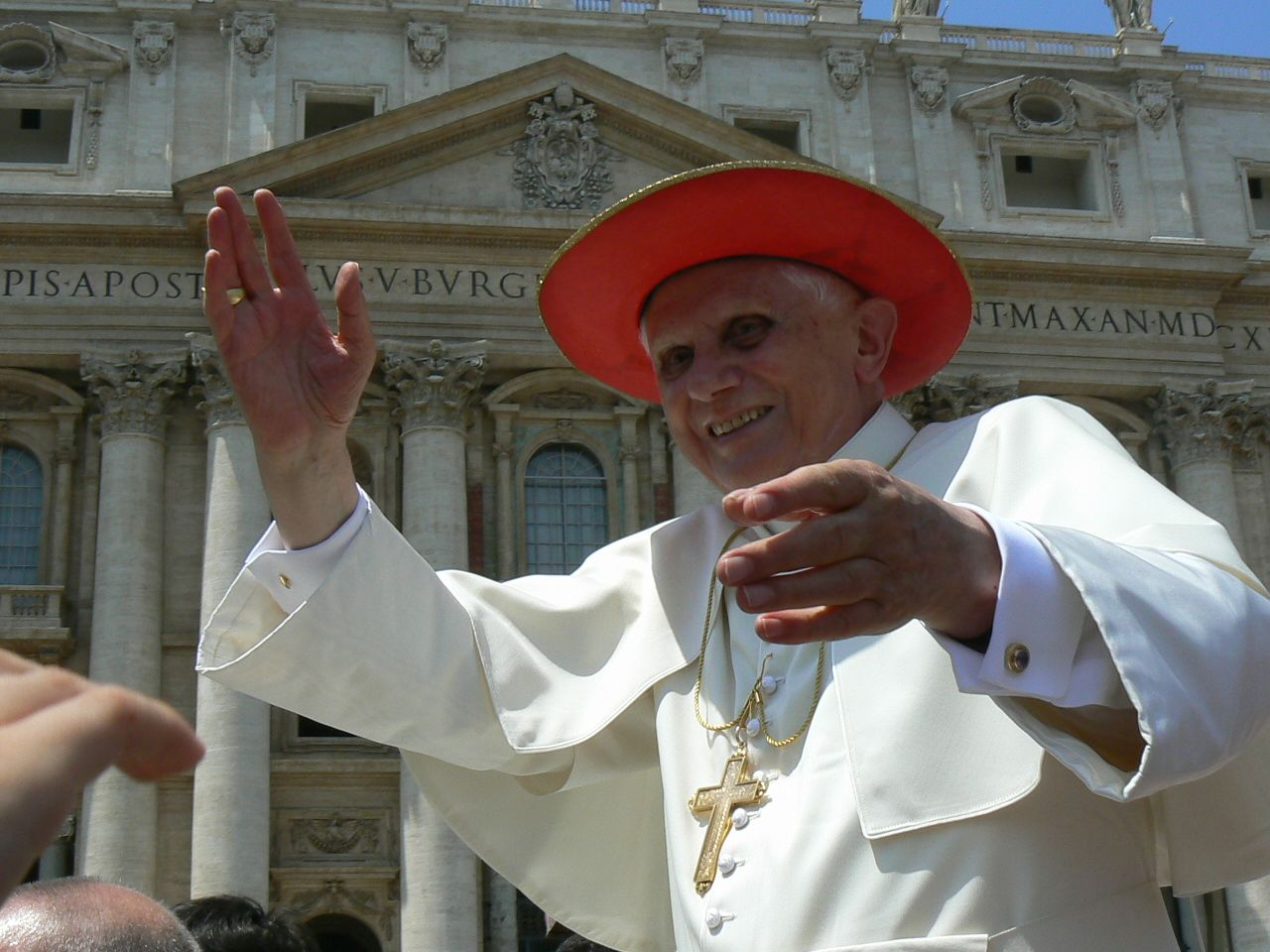
Le pape Benoît XVI portant le saturne papal lors d'une audience publique, place Saint-Pierre, Rome.
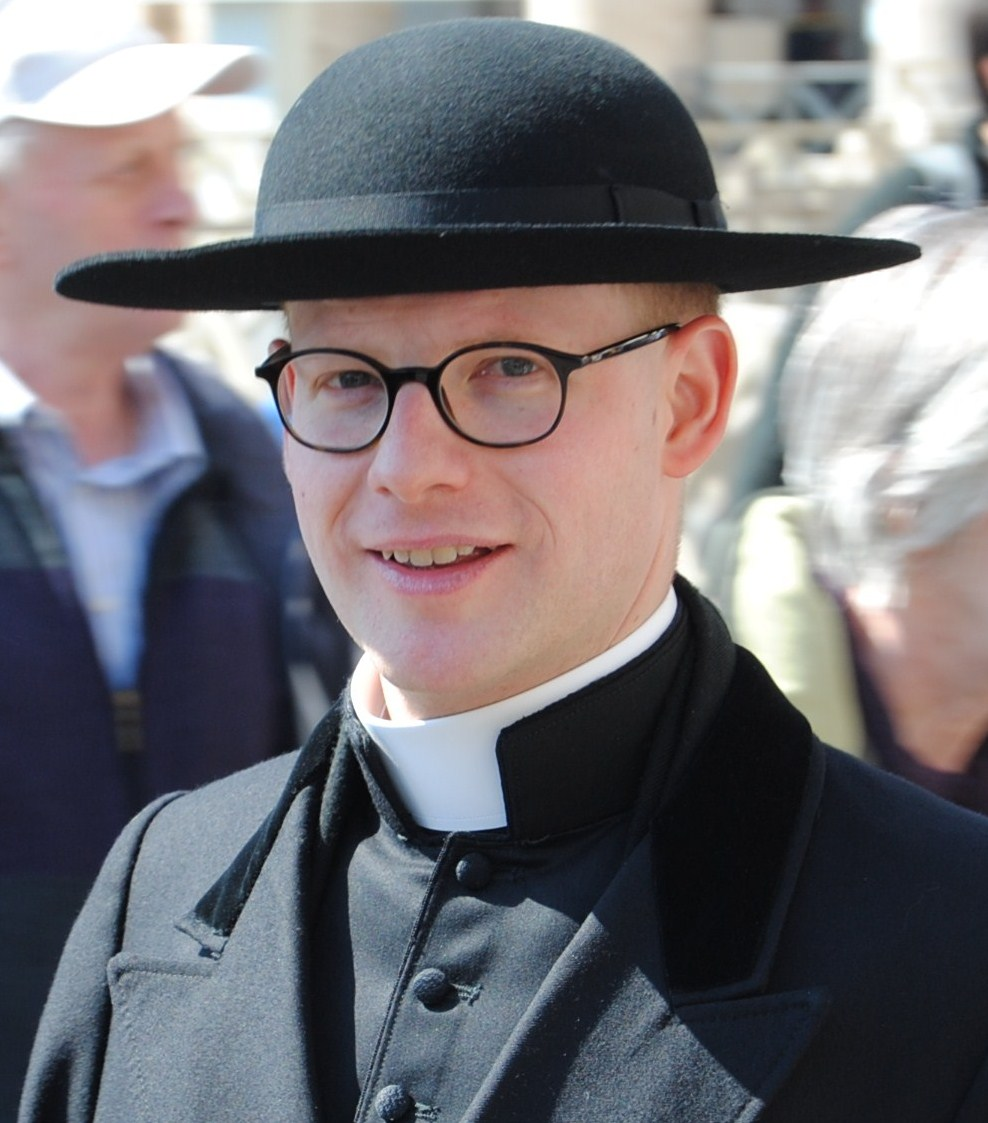
Un prêtre portant le saturne.
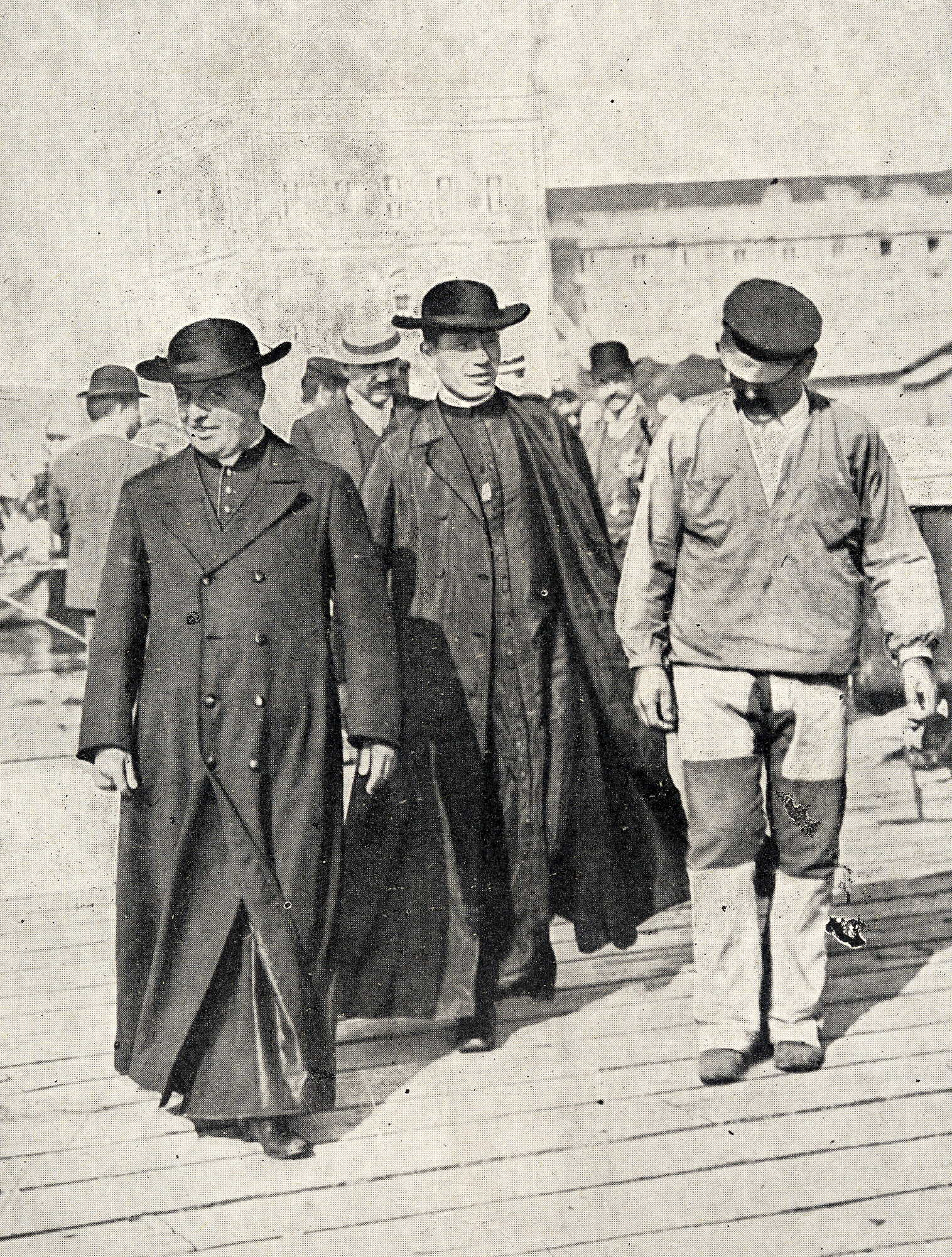
José Marcondes Homem de Melo et son secrétaire portant un saturne, en 1906.

### Articles liés
- Port cérémonial de Benoît XVI
- Costume ecclésiastique
- Galero